# Общественные академии наук в России
После распада СССР в России, помимо государственной Российской академии наук, возник ряд негосударственных «академий наук» — общественных организаций, выдающих членство по различным критериям. Многие из них обвиняются в том, что в них состоят псевдоучёные и шарлатаны, а также в торговле дипломами и степенями.

## Общественные академии наук в России

### Правовые основы
Данная категория общественных объединений в России предусмотрена Федеральным законом от 23 августа 1996 г. № 127-ФЗ «О науке и государственной научно-технической политике», согласно которому научные работники вправе создавать на добровольной основе общественные объединения (в том числе научные, научно-технические и научно-просветительские общества, общественные академии наук) в порядке, предусмотренном законодательством Российской Федерации об общественных объединениях. Общественные академии наук участвуют в координации научной и (или) научно-технической деятельности и действуют в соответствии со своими уставами и законодательством Российской Федерации. Органы государственной власти Российской Федерации могут привлекать на добровольной основе общественные объединения научных работников к подготовке проектов решений в области науки и техники, проведению экспертиз, а также на основе конкурсов к выполнению научных и научно-технических программ и проектов, финансируемых за счет средств федерального бюджета.

### Критика
Как и государственные академии наук, общественные академии присваивают своим членам титулы академиков, членов-корреспондентов и некоторые другие. Квалификационные требования в большинстве случаев ниже, чем например, в Российской академии наук (РАН), иногда достаточно просто оплаты взноса. Поэтому наличие подобных «званий» (официально они не признаются) вносит элементы мошенничества в систему титулов, не полностью устраняемые указанием аббревиатуры конкретной академии. Решительно выступал против права именоваться академиками для лиц, не являющихся членами государственных академий, профессор Лев Клейн: «Это как значки, внешне очень похожие на ордена. Их обычно заставляют снять. И это не нарушение демократии, а всего лишь защита порядка», — заявлял он. Тем не менее, среди членов многих общественных академий есть заслуженные учёные, одновременно являющиеся действительными членами РАН и иных государственных академий наук.